# Генрих Бургундский (граф Португалии)
Генрих (Энрике) Бургундский (1066, Дижон — 1 ноября 1112, Асторга, Кастилия и Леон) — граф Португалии, основатель Бургундской династии, правившей Португалией до 1383 года.
Генрих Бургундский был внуком герцога Бургундии Роберта Старого и одним из ведущих военачальников Альфонса VI, короля Леона и Кастилии. В 1085 году он помог отвоевать Толедо у мусульман и был вознаграждён феодальным поместьем близ Порту.

## Происхождение
Поскольку точные даты рождения и смерти неизвестны, в справочнике Portugal указываются как наиболее вероятные 1057 год рождения и 1114 год смерти. По мужской линии Генрих Бургундский — прямой потомок Гуго Капета, основателя французской королевской династии Капетингов, к боковой ветви которой и принадлежит Генрих. Его дед Роберт Старый, 2-й сын французского короля Роберта II стал в 1032 году герцогом Бургундии и основателем Старшего Бургундского дома. Сыном герцога Роберта был Генрих Донцель, который должен был занять трон Бургундии, но умер раньше отца — этот Генрих и был отцом будущего графа Португалии. Два старших брата Генриха (Гуго и Эд) последовательно занимали бургундский престол.

## Биография
Король Леона Альфонсо VI Храбрый, ведший непрерывные войны с маврами, собирал под своими знамёнами множество иноземных рыцарей. Сражаясь за Христа, они стремились также к почестям и наградам. Альфонсо старался не оставлять их без внимания и щедрого вознаграждения. Одному из таких рыцарей в награду была дана рука незаконнорождённой королевской дочери Терезы и графство Португалия в лен.
Генрих вступил во владение новыми землями и продолжил войну с мусульманами. Он также принял участие в Первом Крестовом походе (1096—1099) под командованием Готфрида Бульонского, и после победы в Иудее вернулся домой.
Вскоре Генрих умер, оставив несовершеннолетнего сына, Афонсу Энрикеша. Тереза Леонская, мать Афонсу, хотела присвоить владения, вновь выйдя замуж, но принц Афонсу сразился с ней в битве и взял мать в плен. Он также сражался с Кастилией, и вновь выиграл сражение, положив начало португальской государственности.

## Семья
От брака с Терезой Леонской (с 1093 года) родилось трое сыновей и три дочери:
- Афонсу (1094—1108);
- Уррака (ок. 1095—1173), в 1122 году стала второй женой овдовевшего Бермудо Переса де Трава (ум. 1168), галисийского вельможи, которому родила шестерых детей;
- Санша Энрикеш (ок. 1097—1163), первым браком жена Санчо Нуньеса Геланова (1070—1130), губернатора Понти-ди-Лима, которому родила четверых детей; вторым браком жена Фернаду Мендеша (1095—1160), лейтенанта Браганса, второй брак был бездетным;
- Тереза (род. 1098), умерла в младенческом возрасте;
- Энрике (ок. 1106—1110);
- Афонсу I (1109—1185), будущий король Португалии.